# 폭행·가혹행위죄
폭행·가혹행위죄(暴行·苛酷行爲罪) 
또는 독직폭행죄는 재판·검찰·경찰 기타 인신구속에 관한 직무를 행하는 자 또는 이를 보조하는 자가 그 직무를 행함에 당(當)하여 형사피의자 또는 기타의 사람에 대하여 폭행 또는 가혹한 행위를 가하는 죄이다. 5년 이하의 징역과 10년 이하의 자격정지에 처한다(대한민국 형법 제125조). 본죄는 고문을 금지하는 것을 주안(主眼)으로 하고 있다. '기타의 사람'으로는 형사피고인·증인·참고인 등을 들 수 있다. 가혹행위는 정신상·육체상의 고통을 주는 일체의 행위를 말하며 상당한 음식을 제공하지 않는 것, 필요한 수면을 취하지 못하게 하는 것 등이 그 예이며 상대에게 심한 수치심, 모욕감, 고통을 주는 모질고 극히 악한 행위를 말하며 엄연한 인권 침해행위다. 부녀를 간음하는 행위에 관하여는 303조 2항의 특별규정이 있으므로 본죄는 성립하지 아니한다. 피의자의 동의는 본죄의 성립에 영향이 없다. 